# Windows Server 2003
Windows Server 2003 (кодовое название при разработке — Whistler Server, внутренняя версия — Windows NT 5.2) — серверная операционная система семейства Windows NT, выпущенная корпорацией Microsoft, Она принадлежит к семейству операционных систем Windows NT и была выпущена в производство 28 марта 2003 года, а общедоступна стала 24 апреля 2003 года. Windows Server 2003 является преемником серверных редакций Windows 2000 и предшественником Windows Server 2008. Обновленная версия, Windows Server 2003 R2, была выпущена в производство 6 декабря 2005 года. Windows Server 2003 основана на Windows XP, и её ядро также использовалось в Windows XP 64-bit Edition и Windows XP Professional x64 Edition. Изначально Microsoft планировала назвать этот продукт «Windows .NET Server» с целью продвижения своей новой платформы Microsoft .NET. Однако впоследствии это название было отброшено, чтобы не вызвать неправильного представления о .NET на рынке программного обеспечения.
Это последняя версия Windows Server, которая поддерживает процессоры без ACPI. По состоянию на июль 2016 года, 18% организаций использовали серверы под управлением Windows Server 2003. Основная поддержка Windows Server 2003 корпорацией Microsoft прекращена 13 июля 2010 года, а расширенная — 14 июля 2015 года.

## Обзор
Windows Server 2003 является продолжением Windows 2000 Server и включает совместимость и другие функции из Windows XP. В отличие от Windows 2000, в установке Windows Server 2003 по умолчанию не включены серверные компоненты, что уменьшает поверхность атаки новых машин. Она включает режимы совместимости, позволяющие старым приложениям работать с большей стабильностью, а также улучшенную совместимость с доменными сетями Windows NT 4.0, что облегчает переход с Windows NT 4.0 на Windows Server 2003 и Windows XP Professional. Windows Server 2003 — первая серверная версия Windows, поддерживающая архитектуры IA64 и x64.
Продукт претерпел несколько изменений названия в ходе разработки. Когда он был впервые анонсирован в 2000 году, он носил кодовое название «Whistler Server». В середине 2001 года он некоторое время назывался «Windows 2002 Server», затем «Windows .NET Server» и «Windows .NET Server 2003». После того как Microsoft решила сосредоточить брендинг «.NET» на .NET Framework, операционная система была наконец выпущена как «Windows Server 2003».
Кодовая база Windows Server 2003 была повторно использована для разработки Windows Vista под кодовым названием «Longhorn». Предварительно сброшенные сборки «Longhorn» были основаны на кодовой базе Windows .NET Server Release Candidate 1, тогда как сборки «Longhorn/Vista» после сброса разработки в 2004 году основывались на работающей кодовой базе Windows Server 2003 Service Pack 1.

### Разработка

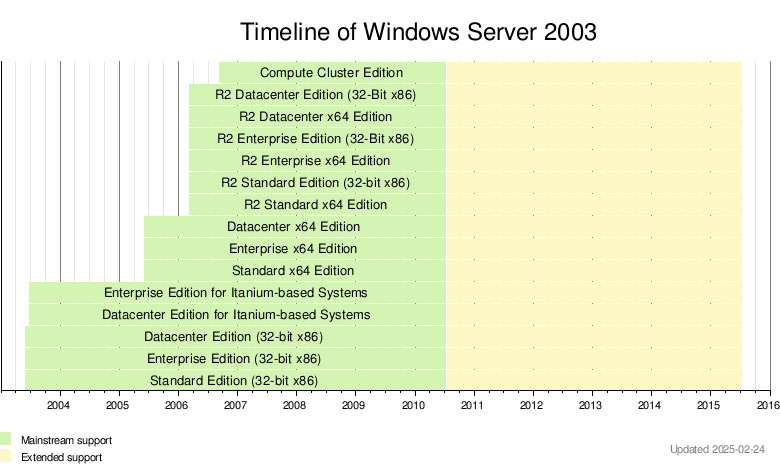
Жизненный цикл изданий Windows Server 2003

Windows Server 2003 стала первой версией Microsoft Windows, которая была тщательно подвергнута полуавтоматическому тестированию на наличие ошибок с помощью программной системы PREfast, разработанной ученым-компьютерщиком Амитабхом Шриваставой из Microsoft Research. Автоматизированная система проверки ошибок была впервые протестирована на Windows 2000, но не полностью. PREfast обнаружил 12% ошибок Windows Server 2003, остальные 88% были найдены программистами. В Microsoft работает более 4700 программистов, 60% из которых являются тестировщиками программного обеспечения, чья работа заключается в поиске ошибок в исходном коде Windows. Соучредитель Microsoft Билл Гейтс заявил, что Windows Server 2003 был «самым тщательно протестированным программным обеспечением Microsoft на сегодняшний день».

## Новые функции системы
Windows Server 2003 в основном развивает функции, заложенные в предыдущей версии системы — Windows 2000 Server. На это указывала и версия NT 5.2 ядра системы (NT 5.0 для Windows 2000). Ниже приведены некоторые из наиболее заметных изменений по сравнению с Windows 2000 Server.

### Поддержка .NET
Windows Server 2003 — первая из операционных систем Microsoft, которая поставляется с предустановленной программной платформой .NET Framework. Это позволяет операционной системе выступать в роли сервера приложений для платформы Microsoft .NET без установки дополнительного программного обеспечения.

### Улучшения Active Directory
Windows Server 2003 включает в себя следующие улучшения для Active Directory — службы каталогов, впервые появившейся в Windows 2000:
- Возможность переименования домена Active Directory после его развёртывания.
- Упрощение изменения схемы Active Directory — например, отключения атрибутов и классов.
- Улучшенный пользовательский интерфейс для управления каталогом (стало возможно, например, перемещать объекты путём их перетаскивания и одновременно изменять свойства нескольких объектов).
- Улучшенные средства управления групповой политикой, включая программу Group Policy Management Console.

### IIS 6.0
В составе Windows Server 2003 распространяется версия 6.0 служб Internet Information Services, архитектура которой существенно отличается от архитектуры служб IIS 5.0, доступных в Windows 2000. В частности, для повышения стабильности стало возможным изолировать приложения друг от друга в отдельных процессах без снижения производительности. Также был создан новый драйвер HTTP.sys для обработки запросов по протоколу HTTP. Этот драйвер работает в режиме ядра, в результате чего обработка запросов ускоряется.

### Безопасность
По заявлениям Microsoft, в Windows Server 2003 большое внимание было уделено системе безопасности. В частности, система теперь устанавливается в максимально ограниченном виде, без каких-либо дополнительных служб, что уменьшает поверхность атаки. В Windows Server 2003 также включён программный межсетевой экран Internet Connection Firewall. Впоследствии к системе был выпущен пакет обновления, который полностью сосредоточен на повышении безопасности системы и включает несколько дополнительных функций для защиты от атак.
Согласно американскому стандарту безопасности Trusted Computer System Evaluation Criteria (TCSEC), система Windows Server 2003 относится к классу безопасности C2 — Controlled Access Protection.

### Прочее
В Windows Server 2003 впервые появилась служба теневого копирования тома (англ. Volume Shadow Copy Service), которая автоматически сохраняет старые версии пользовательских файлов, позволяя при необходимости вернуться к предыдущей версии того или иного документа. Работа с теневыми копиями возможна только при установленном «клиенте теневых копий» на ПК пользователя, документы которого необходимо восстановить.
Также в данной версии системы был расширен набор утилит администрирования (dsadd, dsget, dsmod и др.), вызываемых из командной строки, что упрощает автоматизацию управления системой.

#### Роли
Введено новое понятие — «роли», на них основано управление сервером. Проще говоря, чтобы получить файл-сервер, необходимо добавить роль — «файл-сервер».

#### Поддержка оборудования
Windows Server 2003, Standard Edition поддерживает 4 центральных процессора и до 4 Гбайт оперативной памяти. 64-разрядная версия Standard Edition поддерживают до 32 Гбайт оперативной памяти.
Windows Server 2003 Enterprise Edition поддерживает до 32 Гбайт оперативной памяти в 32-разрядной версии (оперативная память более 4Гбайт может использоваться только при включенной функции Physical Address Extension), до 64 Гбайт оперативной памяти в 64-разрядной версии и до 8 центральных процессоров. В ней также поддерживаются 64-разрядные процессоры Intel Itanium, оперативная память с возможностью «горячей» замены и неоднородный доступ к памяти (NUMA).
Windows Server 2003 Datacenter Edition способна работать с бо́льшими объёмами оперативной памяти — до 64 Гбайт в 32-разрядной версии (для доступности более 4 Гбайт также необходимо включение PAE) и до 128 Гбайт в 64-разрядной версии. Минимальное количество процессоров для работы Datacenter Edition — 8, максимальное — 32.

## Издания
Windows Server 2003 доступен в четырёх основных изданиях, каждое из которых ориентировано на определённый сектор рынка.
Все эти издания, за исключением Web Edition, доступны также в 64-разрядных вариантах (AMD64 и IA-64). Включение поддержки 64-разрядных процессоров даёт системам возможность использовать большее адресное пространство и увеличивает их производительность.
- Web Edition — серверная система, оптимизированная для Web- служб и Web- узлов (издание для World Wide Web) представляет собой «облегчённую» версию Windows Server 2003 специально для использования на веб-серверах. Это издание не способно выполнять функции контроллера домена и не поддерживает некоторые другие важные возможности прочих изданий, но содержит службы IIS и стоит значительно дешевле. Поддерживает до 2 гигабайт[18] оперативной памяти и до четырёх процессоров на компьютер.

- Standard Edition (стандартное издание) ориентировано на малый и средний бизнес. Оно содержит все основные возможности Windows Server 2003, но в нём недоступны некоторые функции, которые, по мнению Microsoft, необходимы только крупным предприятиям. Поддерживает до 4 гигабайт[18] оперативной памяти и до четырёх процессоров на компьютер.

- Enterprise Edition (издание для предприятий) ориентировано на средний и крупный бизнес. В дополнение к возможностям Standard Edition, оно позволяет использовать больший объём оперативной памяти (до 32 гигабайт[18] оперативной памяти) и SMP на 8 процессоров (Standard Edition поддерживает лишь 4). Это издание также поддерживает кластеризацию и добавление оперативной памяти «на лету».

- Datacenter Edition (издание для центров данных) ориентировано на использование в крупных предприятиях при большой нагрузке. Windows Server 2003, Datacenter Edition может одновременно поддерживать в определённых ситуациях больше 10000 пользователей и кластеры, содержащие до восьми узлов. Эта система поддерживает до 64 процессоров и 128 гигабайт[18] оперативной памяти.

### Windows Compute Cluster Server 2003
Windows Compute Cluster Server 2003 (CCS), выпущенный в июне 2006 года, разработан для высокотехнологичных приложений, которые требуют кластерных вычислений. Издание разработано для развертывания на множестве компьютеров, которые собираются в кластер для достижения мощностей суперкомпьютера. Каждый кластер на Windows Compute Cluster Server состоит из одной или нескольких управляющих машин, распределяющих задания, и нескольких подчиненных машин, выполняющих основную работу. Computer Cluster Server использует the Microsoft Messaging Passing Interface v2 (MS-MPI) для связи между исполняющими машинами в сети-кластере. Он связывает части кластера вместе мощным надпроцессовым механизмом. API состоит из более чем 160 функций. MS MPI был разработан совместимым с open source интерфейсом MPI2, который широко используется в высокопроизводительных вычислениях. За некоторыми исключениями по соображениям безопасности MS MPI покрывает функциональность MPI2 за исключением возможностей динамического порождения процессов.

## Продукты, в которых используется Windows Server 2003
Некоторые другие продукты Microsoft также включают в себя Windows Server 2003 в качестве основы:
- Microsoft Small Business Server 2003 — продукт для малого бизнеса, содержащий в себе всё необходимое (по мнению Microsoft) для первого сервера небольшого предприятия. В дополнение к Windows Server 2003 этот пакет содержит Microsoft SQL Server, Microsoft ISA Server и некоторые другие продукты, а также упрощённые средства управления. Версия Windows Server 2003, входящая в этот пакет, имеет некоторые ограничения, в основном связанные со службой Active Directory (например, она не может поддерживать более 75 пользователей).
- Microsoft Windows Storage Server 2003 — выделенный файловый сервер для хранения большого количества данных.

## Обновления

### Service Pack 1
30 марта 2005 года Microsoft выпустила пакет обновления 1 (SP1) для Windows Server 2003. Этот пакет включает в себя различные улучшения системы безопасности, в том числе:
- Security Configuration Wizard (мастер конфигурации безопасности) — средство, предназначенное для уменьшения поверхности атаки серверов. SCW анализирует роли, выполняемые сервером, и отключает ненужные службы, а также включает некоторые дополнительные средства безопасности.
- Windows Firewall — новая версия программного межсетевого экрана, замена Internet Connection Firewall.
- Post-Setup Security Updates — средство, снижающее уязвимость только что установленной копии Windows Server 2003 путём блокировки всех сетевых портов до установки обновлений безопасности с веб-сайта Microsoft.
- Аутентификация и шифрование для службы Windows Terminal Services с применением SSL[19]

Также Windows Server 2003 SP1 является первой версией Windows, в которой обеспечивается поддержка жёстких дисков с таблицами разделов, имеющими 128-битный формат, что позволяет использовать диски (в том числе внешние) объёмом более 2 ТБ в качестве единых жёстких дисков (без возможности загрузки с них).

### Windows Server 2003 R2
6 декабря 2005 года Microsoft выпустила новую версию Windows Server 2003, официально называемую R2 (от англ. Release 2 — «выпуск 2»). На смену ей пришла Windows Server 2008.
Новые возможности Windows Server 2003 R2:
- .NET Framework 2.0, который заменяет .NET Framework 1.0, включенный в стандартные выпуски.
- Службы федерации Active Directory, решение для единого входа в службы Active Directory[20].
- Microsoft Management Console версии 3.0. Включены несколько новых оснасток:
  - Print Management Console для управления серверами печати.
  - Диспетчер ресурсов файлового сервера для управления дисковыми квотами на файловых серверах.
  - Менеджер хранения для SAN, для управления LUN.
- Новая версия распределенной файловой системы, включающая технологию удаленного дифференциального сжатия.
- Microsoft Virtual Server 2005, гипервизор и предшественник Hyper-V.
- Windows Services for UNIX, среда UNIX для Windows.

Windows Server 2003 R2 распространялся на двух компакт-дисках: один содержал копию Windows Server 2003 с установленным пакетом обновления 1, а другой содержал множество дополнительных функций, необходимых для установки Windows Server 2003 R2, аналогичных Microsoft Plus! для Windows 95.

### Service Pack 2
Service Pack 2 для Windows Server 2003 был выпущен 13 марта 2007 года, хотя первоначально его выпуск был запланирован на первую половину 2006 года
Microsoft характеризует Service Pack 2 как стандартный выпуск пакета обновления, содержащий ранее выпущенные обновления безопасности, хотфиксы, улучшения надежности и производительности. Помимо этого, Service Pack 2 содержит в себе Microsoft Management Console 3.0, Windows Deployment Services (который заменил Remote Installation Services), поддержку WPA2 и добавление функциональности в IPSec и MSConfig. Service Pack 2 также содержит возможности Windows Server 2003 Scalable Networking Pack (SNP), позволяющие сделать аппаратное ускорение обработки сетевых пакетов.

### Жизненный цикл поддержки
13 июля 2010 года основная поддержка Windows Server 2003 закончилась, и началась расширенная фаза поддержки. Во время этой фазы Microsoft продолжала предоставлять обновления безопасности, однако бесплатная техническая поддержка, гарантийные претензии и изменения дизайна больше не предлагались. Расширенная поддержка продолжалась до 14 июля 2015 года.
Основная поддержка для редакции Small Business Server закончилась 12 апреля 2011 года, а расширенная поддержка — 12 апреля 2016 года. Основная поддержка для редакции Storage Server завершилась 11 октября 2011 года, а расширенная поддержка — 9 октября 2016 года.
Хотя Windows Server 2003 больше не поддерживается, в мае 2017 года Microsoft выпустила экстренное исправление безопасности для этой ОС и других неподдерживаемых версий Windows (включая Windows XP, Windows Vista и Windows 7 RTM без пакета обновления), чтобы устранить уязвимость, использованную при атаке вируса-вымогателя WannaCry.

## Утечка исходного кода
В конце сентября 2020 года произошла утечка исходного кода Windows XP, куда в том числе вошёл и исходный код Windows Server 2003. Архив размером около 40 ГБ разместили на форуме 4chan, но спустя 4 часа после публикации обсуждение было помещено в архив. Однако до этого архив успел разойтись по сети. Имеются подтверждения подлинности исходного кода.